# Еленска базилика
Ѐленският манастир „Свети Илия“  представлява руини на унищожен от турците укрепен манастирски комплекс с внушителна раннохристиянска базилика и крепост. Състои се от самия храм, манастирски постройки и заобикалящите ги крепостни стени, фланкирани с четристенни кули в ъглите. Той е активно средище на книжовността по време на Втората българска държава и действа до края на 17 век, когато варварски е разрушен от турските завоеватели към 1700 г. Тогава Яхия паша заповядва на аскера да срине с топове, да опожари и да унищожи хиляда и триста годишния манастир.
Комплексът е разположен на 2 km източно от края на град Пирдоп по подбалканския път, и още 1,8 km по отделящия се от него на север път и на 3 km западно от село Антон, в подножието на южните склонове на Златишко-Тетевенския дял на Стара планина, в местността Ѐленско, на границата на общините Пирдоп и Антон, където свършва полето и започва Стара планина. Непосредствено до него тече малката планинска Еленска река с еленското невисоко водно падало и Еленската горичка, дали името на базиликата. Комплексът се намира на десния бряг на реката.

## История

### Античност
Местността „Ѐленско“, в която е разположен храмът, в древността била светилище за тракийското племе великокойлалети, които към 6 – 5 век пр.н.е. стават част от държавата на бесите. При руините на манастира има следи от голямо антично селище, за които се смята, че са от тракийския град Бурдапара (Бурдапа, Бурдана), споменат от византийския хронист Прокопий. Информация за това селище дава и намерената преди няколко години каменна плоча с изображение на гладиатор. Само на 500 m от днешния град е имало друго голямо селище от 3 век сл. Хр., за съществуването на което свидетелстват много материални доказателства. През землището на Пирдоп е преминавал старият римски път от Сердика (София) към Августа Траяна (Стара Загора), следи от който могат да се открият в Средна гора над с. Душанци.
Районът изобилства от тракийски могили. Голяма група могили – около 20 на брой, има в полето южно и югозападно от Еленската базилика. Някои от тях са със значителни размери – Голямата могила, Тартарица, Дервишката могила, Кьосовата могила и др. вече проучени от археолози са с височина над 4 m и значителен диаметър. Могилите са два вида – каменни и землени, в някои са откривани некрополи, други са били с култово-обреден характер. Някои от могилите – в местността Бучум, под могилата Тартарица, в Тяовене и в Керемидарницата до гр. Пирдоп, са от неолитната епоха, но преобладаващата част са от по-късни исторически периоди. Намирани са каменни жертвеници с улейче, т. нар. камъни-булгурници, ритуални огнища с натрошени керамични съдове и др. Според изследвали ги специалисти в Пирдопско за първи път на юг от масива Стара планина се среща този тип култови практики от 6 – 4 пр. Хр., известен на науката само от Северна България. След големите варварски нашествия през 4 – 5 век обаче животът в тези антични селища окончателно прекъсва.
През ранното средновековие в полите на Балкана има няколко поселения близо до закрилата на изградените от император Юстиниян I крепости и за тях споменава византийския хронописец Прокопий. От този период е градчето около Еленската базилика, явно наследник на античното тракийско село намиращо се на 1 km южно от църквата. При направените теренни проучвания тук е намерена монета от император Ираклий (610 – 641 г.), което доказва, че селището е съществувало поне до средата на 7 век След това населението изчезва и има един близо 300-годишен хиатус, след който животът е възстановен от дошлите българи, но в по-малки граници.

#### Средновековие
Подобно на софийската базилика „Света София“, ротондата „Св. Георги“ и манастира с голяма базилика от 4 век в столичния кв. Лозенец и Еленската базилика официално е датирана към 4 век, след утвърждаването на християнството от Константин I Велики в 313 г. и забраната на езичеството от Констанций II през 356 г., когато тя е издигната върху древно тракийско светилище. В края на 4 век готите започват нашествия на юг в Балканския полуостров и стигат чак до Константинопол. В битката при Одрин те разбиват римските легиони и убиват дори самия император Валент. За няколко десетилетия готите извършват големи опустошения на Балканите. След тези войни в края на 5 век – началото на 6 век сградата на базиликата вероятно е възстановявана или според някои мнения фактически е препостроена. По-късно след поредните варварски нашествия на хуни, германи, авари и пр. тя е обновена и преустроена – в средата на 6 век при император Юстиниан Велики. Тогава първоначално типичната базилика, която е безкуполна сграда, е надстроена с купол – рядко срещано в историята архитектурно решение. Това преустройство също потвърждава, че сградата не е построена в началото на 6 век, а доста преди това, и вече е била доста амортизирана. В противен случай толкова сериозен ремонт и реконструкция за една фактически нова сграда би бил напълно необоснован. Храмът е разрушен за пръв път по времето на император Ираклий и откритият от археолозите хиатус показва, че мястото запустява за около 250 години.
Районът е присъединен към българската държава при хан Тервел през 705 г. когато Средногорско-Загорската област му е дадена от византийския император заедно с титлата кесар в благодарност за оказаната му помощ. Рядкост, с която базиликата е забележителна, е много доброто ѝ, подобно на Златната църква в Преслав, собствено крепостно укрепление – с дебели крепостни стени и отбранителни кули и подобно на Плиска с тухлена арка за вход. То, макар понякога да е отнасяно към времето на славянските нашествия от 6 – началото на 7 в., не е с типичния за Византия тухлен градеж, а почти изцяло е изпълнено с характерния за българите каменен градеж, подобно на зидарията на укреплението на Златната църква в Преслав, на Охридската, на Ръжан при Белград и на други български крепости. А фактът, че след покръстването внушителната църква отново е действаща, вече като българска, недалеч от границата, което не би било възможно без да е ремонтирана от княз Борис, навежда към други изводи.
По време на Втората българска държава тук доказано се е намирал българският манастир „Свети Илия“, който е значително книжовно средище. Самата базилика е била използвана като манастирски храм. Известен паметник от тази епоха е Пирдопският апостол – среднобългарски паметник от края на 12 – началото на 13 в., намерен през 1874 г., укрит в ниша в самата разрушена църква. Приписка в него свидетелства за тежките боеве, които княз Момчил, войвода на цар Шишман, води години наред с турците през 14 век в защита областта, заради което по-късно е наречен „Пирдопски“.

#### Османско владичество
Манастирът е един от малкото оцелели след османското нашествие, успял да просъществува почти до края на през 15 в., когато бил разорен от ордите на Яя паша (зет на султан Баязид II) (1481 – 1512), който с ограбените от него ценности през 1498 г. вдигнал джамия на свое име в Скопие. Манастирът все пак продължава да действа до 1700 г., когато е духовният център е опустошен за трети път, вече окончателно, след като живеещите тогава в близкото село Лъджене мюсюлмани, завиждащи на богатството и влиянието на духовното средище, наклеветили монасите му, че не се подчиняват и се подиграват на жителите на селото. Тогава манастирът с базиликата „Свети Илия“ са окончателно разрушени при един поход на османски войски в района, като по заповед на предводителя им Яхия паша те са обстрелвани с топове, ограбени, опожарени и напълно унищожени. Въпреки че манастирът вече не съществувал, българите продължили да почитат мястото, където се издигал. Сред останките от олтарната апсида на мястото на престола има почернял от пушека на свещите стар каменен оброчен кръст с надпис „1806 храм Свети пророк Илия“, който и днес е място за почит от местното население. Между крепостната стена и отстоящата на около 15 m от нея хижа на ловната дружина водата на аязмото тече в нова каменна чешма.
Според преданието името на град Пирдоп идва от растящия до църквата вековен дъб, който както било обичайно за траки, готи, славяни и пр. народи бил почитан като свещен и там ставал курбана и хората започнали да се заселват наоколо – „При доб“ (При дъба), което се превърнало в „Пирдоп“, както записано в един поменик на Гложенския манастир от 1727 г. Селището се споменава за пръв път писмено като Протопопинци в османски регистър от 1430 г. Според друга легенда то възникнало около укрепения манастир или кулата (пирга), откъдето княз Момчил водил отбраната срещу турците. Затова било гордо наречено Пиргопол – градът около кулата, което постепенно станало Пирдоп. Има и трета версия според която местността Еленско, където се намира манастирът, и цялата долина били обрасли с хубави гори и пълни с дивеч и прорязани с много поточета, та били много удобни за пирове и лов. Тук през определено време много велможи се събирали на лов и пирове, което време наричали пир-доба, от което излязло името Пирдоп.

#### Съвременна епоха
Първото честване на празника на Свети Илия в ново време е организирано на 20 юли (нов стил 2 август) 1893 г. Оттогава честванията на тази дата не са прекъсвани. Празникът е събирал хора от всички селища в котловината и много гости от различни краища на страната, свързани с роднински връзки с този край. Кервани от каруци и коли потегляли към местността още в ранни зори, за да се заемат най-прохладните и сенчести места около руините. Често пъти се обособявали отделни групи на пирдопчани, лъдженци, душанчани, златичани, които се „състезавали“ по настроение с духови музики, угощения и др. Празникът продължавал с часове и се превръщал в истинско народно веселие. В отделни години са гостували и високопоставени лица като министър Константин Муравиев, депутатът Рашко Маджаров и др. През 70-те години на миналия век в началото на август тук се организира Събор на българо-съветската дружба като идеята била да се замести църковния празник Св. Илия. Така се създава традиция да се организират два празника – религиозен (на 20 юли) и граждански (през август). Това дава повод с Решение на ОбС – Пирдоп от началото на 90-те години първата събота от август да бъде обявена за Ден на Пирдоп и летен празник на града.
Първите краеведски проучвания на манастира се започват от местни учители около 1890 г. Първите специализирани археологически разкопки са извършени през 1913 г. от Петър Мутафчиев, бъдещ професор по история на България в Софийския университет. Той публикува резултатите в студията си „Еленската църква край Пирдоп“. Еленската базилика е проучена с цел консервация и реставрация през 1966 – 70 години на 20 век (София-Рим) от д-р арх. Дафина Василева от Националния институт за паметниците на културата и Българската академия на науките. Впоследствие са извършени укрепване и консервация и са поставени мраморни плочи с името и датировка на храма към 4 век.
По-късно върху обекта са правени само несъществени реставрационно-консервационни работи. Понастоящем високите части на руините са укрепени със стоманобетонни анкери и конструктивното им състояние е в някаква степен задоволително, но състоянието на зидовете на базиликата и ограждащата я крепостна стена с кули запазена на места до няколко метра височина е по-тежко. Съборените колони стоят неизправени сред тревата покриваща кораба, а останките от кръщелнята и други сгради са обрасли и засипани и се четат на терена само по куповете камъни. Базиликата е паметник на културата с европейско значение и в списъка на ЮНЕСКО за защитени културни обекти. В близост до руините като спомен за погубения български манастир, през 2010 г. е издигнат и осветен параклисът „Св. Илия“, в строежа на който община Пирдоп участва с 2500 лв., а останалите средства са дарени от християните.

## Архитектура
Еленския укрепен манастир „Свети Илия“ е ограден с крепостни стени и кули, зидани подобно на охридската крепост с големи различни обли местни камъни без дървени или тухлени сантрачи, с изключение частично по западната страна, която, със или без страничните ѝ кули, е била част от манастирската постройка, чиито напречен зид е частично видим малко над терена. Там и на крепостния зид на височина над 1,5 m има три реда тухли. Стените са подкрепени с вътрешни контрафорси – стълби до бойната пътека, при които имат дебелина над 2,5 m. Масивни стълби в кулите не се забелязват. На южната стена до югозападната кула има тухлена арка подобна на входната в столицата Плиска.
Църквата се намира в източната част на укрепено пространство с правоъгълен план, оградено с дебели крепостни стени фланкирано с 4 правоъгълни кули в ъглите на фортификацията. Пред входа на храма е оформен средно голям двор.
По архитектурни данни базиликата е от типа укрепени храмове. Като начин на най-късния градеж и структурно-планировъчно напомня построените от княз Борис и основно обновена от цар Самуил базилика в Преспанското езеро, базиликата „Света София“ в Охрид и Голямата укрепена базилика-манастир в Плиска, и като градеж и укрепен храм на цар Симеоновата Златна църква в Преслав. Руините ѝ, останали до днес, позволяват ясно да се разграничат поне два периода на строителството ѝ. Източната част, построена с еднороден тухлен градеж с дебели фуги от червен хоросан бележи единия период. Към другия период принадлежат средната и вероятно почти напълно разрушената днес западна част, изградени от ломен камък с пояси от тухли, традиционно, макар и в непълно съответствие с църковния строителен канон. Приема се, че източната част, която безспорно е градеж от римско време е Юстиниянова, а останалите са по-ранни или съвсем условно казано Константинови. Но аналогичните строежи от 4 век, липсата на голям център, който такъв внушителен храм да обслужва и нуждите и характера на епохата дават основание да се допусне и обратното. Възможно е след като храмът е бил запуснат по времето на император Ираклий за период от 250 години, след покръстването на българите от княз Борис през 865 г. да е възникнала нужда базиликата да започне отново да действа за налагане на новата вяра. За целта е било наложително българският владетел не само да я обнови, но е възможно и да е построил някаква част от нея. Нещо повече, начинът на градеж е идентичен с този на Голямата базилика в Плиска и базиликите в манастирите на княз Борис в Равна и над Варна и съвсем не е характерен само за античния период.
По добре запазените в план и до височина от 8,50 m на места останки се съди, че храмът е представлявал впечатляваща трикорабна базилика с купол и внушителни размери на наоса с притвора и апсидите общо 30,50 х 17,00 m с три апсиди (една по-голяма в средата и две по-малки от двете страни). Средният кораб е разделен от четири колони на два еднакви квадрата. От западната страна триделно разчлененият нартекс е предшестван от притвор (входно преддверно помещение), а от изток са дяконикона (стая за съхранение на богослужебни предмети) и протезиса (място за подготовка на хляба и виното за литургията). От северната и южната страни има кули-стълбища, а до южната от тях е построен баптистерий (кръщелната). Последната обособена сграда-помещение свързана с храма е характерна за раннохристиянските и първите български черкви, където са изграждани такива за масово извършване на кръщенията.
Храмът е ограден от близко разположена каменна крепостна стена с ширина минимум 1,60 m, в чиито ъгли са разположени почти еднакви правоъгълни отбранителни кули с размери 7,30 на 5,90 m. По стълбищните основи се съди, че крепостната стена запазена днес на места до над 2 m височина е била висока 7 (±1) m.. За разлика от самата базилика, тя не е с типичния за Византия тухлен или за империята и за България тухлено-квадров градеж, а почти изцяло е изпълнена с характерния за българите каменен градеж. Подобно на Плиска в каменната стена е изградена тухлена арка за вход.
Храмът няма запазени стенописи, но е важен пример за преходна форма между базиликалната и кръстокуполната композиция и конструкция – изключително и рядко срещано явление в храмовата архитектура. Освен това той, наред укрепената Голяма базилика-манастир в Плиска, манастирите на княз Борис в Равна и над Варна и старобългарският манастир в Черноглавци са едни от малкото в Европа защитени с крепостна стена и кули трикорабни базилики. Еленската базилика е обявена за паметник на културата с национално значение.
Другият укрепен манастир с триапсидна архитектура на черквата и крепостна стена с кули е Кърджалийски манастир „Свети Йоан Предтеча“ в Кърджали, възстановен и отново действащ от 2000 година.

## Други
Други паметници на раннохристиянската и ранновизантийска архитектура в България:
1. Беловската базилика – гр. Белово (5 – 6 век)
2. Червената църква – гр. Перущица (5 – 6 век)
3. Свети Георги (ротонда) – гр. София (4 век)
4. Света София – гр. София (4 век)
5. Света София – гр. Несебър (5 – 6 век)
6. Кърджалийски манастир Свети Йоан Предтеча – Кърджали